# Main droite (muziek)

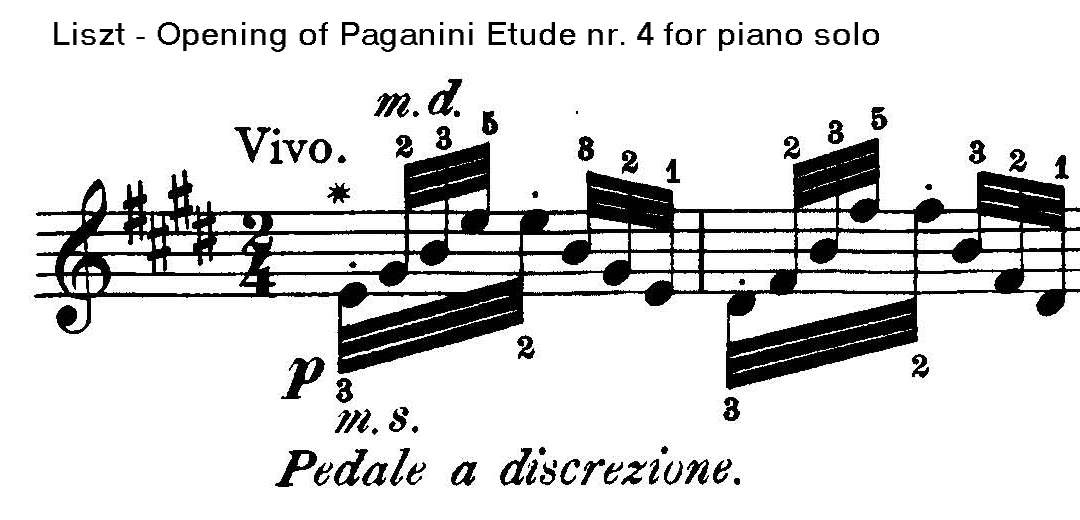
Openingsmaten van Liszt - Paganini Etude no.4 voor piano

Main droite ofwel md of m.d. (ook de Italiaanse aanduiding mano dextra komt voor, alsmede RH voor Right Hand of rechterhand) is een term die in muzieknotatie gebruikt wordt om de rechterhand aan te duiden, en komt vaak voor in pianomuziek.
De term wordt meestal geplaatst om verwarring tijdens het spelen te voorkomen, aangezien soms noten rechts gespeeld moeten worden die bijvoorbeeld qua toonhoogte onder de linkerhand klinken. Ook bij tussenstemmen waar het niet duidelijk is of de noten links of rechts dienen te worden gespeeld, kan de aanduiding voorkomen.
De tegenhanger van 'main droite' is 'main gauche' ofwel 'mg' of 'm.g.' (of in het Italiaans: 'mano sinistra' of 'ms' of 'm.s.', ook LH voor Left Hand of linkerhand), een aanduiding voor de linkerhand.
In plaats van de tekstuele aanduiding worden ook wel haaktekens gebruikt. Soms kan men door de richting van de stokken (omhoog of omlaag wijzend aan de notenkop zien welke hand aan de beurt is (zie ook het voorbeeld op de afbeelding, waar zowel met tekst als stokrichting de speelwijze duidelijk is gemaakt).
Bij de aanduiding m.d. komt soms ook de term sotto of sopra voor om aan te geven welke hand bovenlangs of onderlangs moet kruisen.